# Stiftshöfe in Aschaffenburg

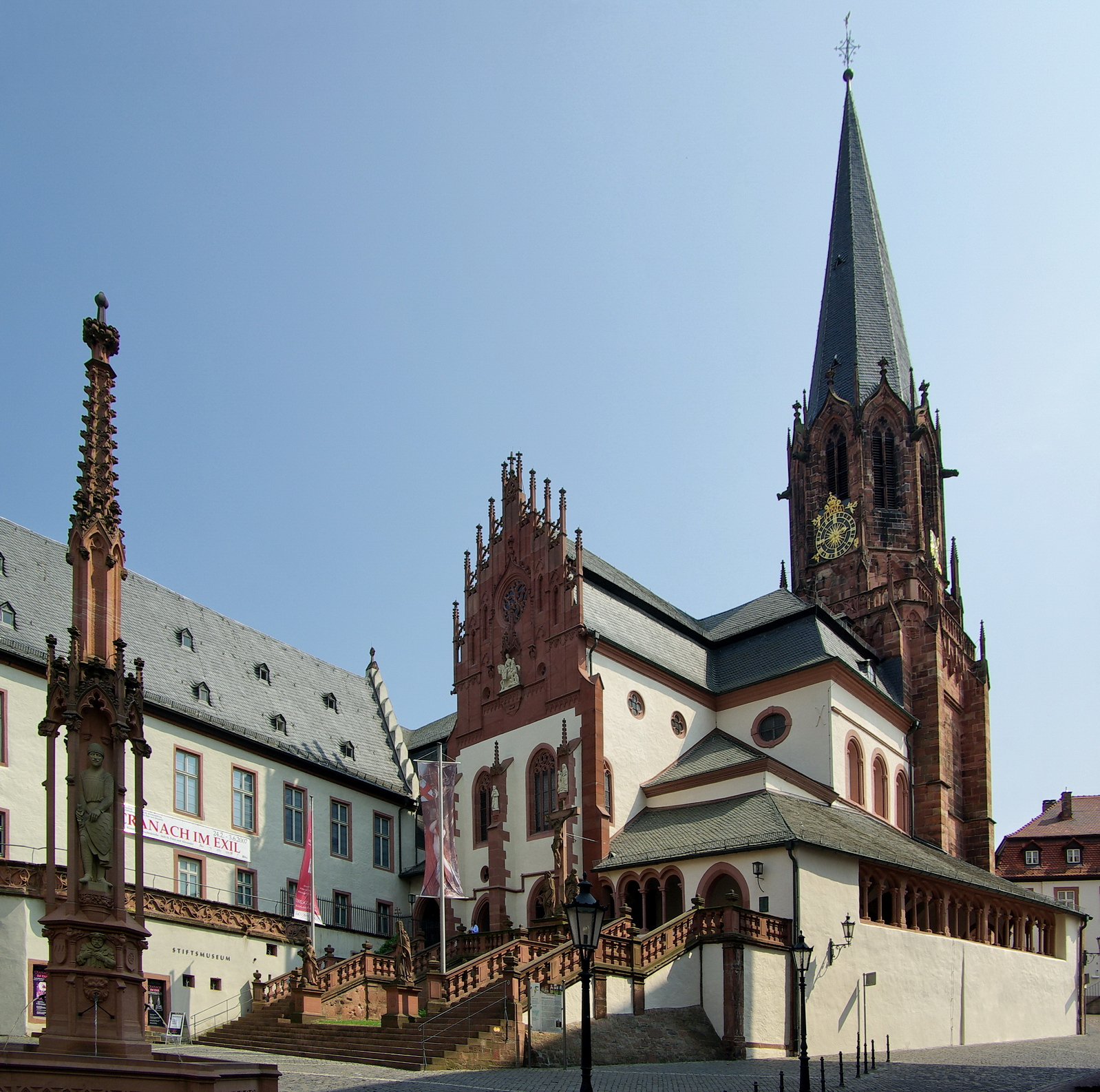
Stiftskirche St. Peter und Alexander mit Stiftskapitelhaus

Die Stiftshöfe (Kurien, Vikarien) waren Sitze der Kanoniker des Stiftskapitels St. Peter und Alexander in der Aschaffenburger Oberstadt. Mittelpunkt waren die Stiftskirche und das Kapitelhaus.

## Geschichte
Aschaffenburg war Sitz des Oberstifts im Erzstift Kurmainz.
Die geistliche Körperschaft an der Stiftskirche war das Kollegiatstift, eine Kommunität von Säkularkanonikern. Ein Propst stand dem Stiftskapitel vor. Sein Wohnsitz war die Propstei. 1588 resignierte Jodocus Cammerer als Propst und wurde Dekan. Die Aufgabe des Dekans war die Leitung der Gottesdienste und die Disziplinargewalt über die nicht zum Kapitel gehörenden Geistlichen. Sein Stiftshof war die Dekanei. Um in das Stiftskapitel aufgenommen zu werden, musste der Kanoniker im Besitz eines Hofes bzw. einer Kurie sein. Die Vikare hatten die Seitenaltäre zu betreuen, ihre Vikarien wurden nach den Kapellen benannt. Im 16. Jahrhundert waren alle Kurienhäuser im Besitz des Stifts.
Durch die Säkularisation wurde das Stift aufgelöst. Mit Vertrag vom 22. Dezember 1808 ließ Karl Theodor von Dalberg das Vermögen des Stifts der Aschaffenburger Universität als Rechtsnachfolgerin der Mainzer Universität als ewige Stiftung zukommen. Verwaltet wird dies bis heute vom Stiftungsamt Aschaffenburg.

## Stiftshöfe

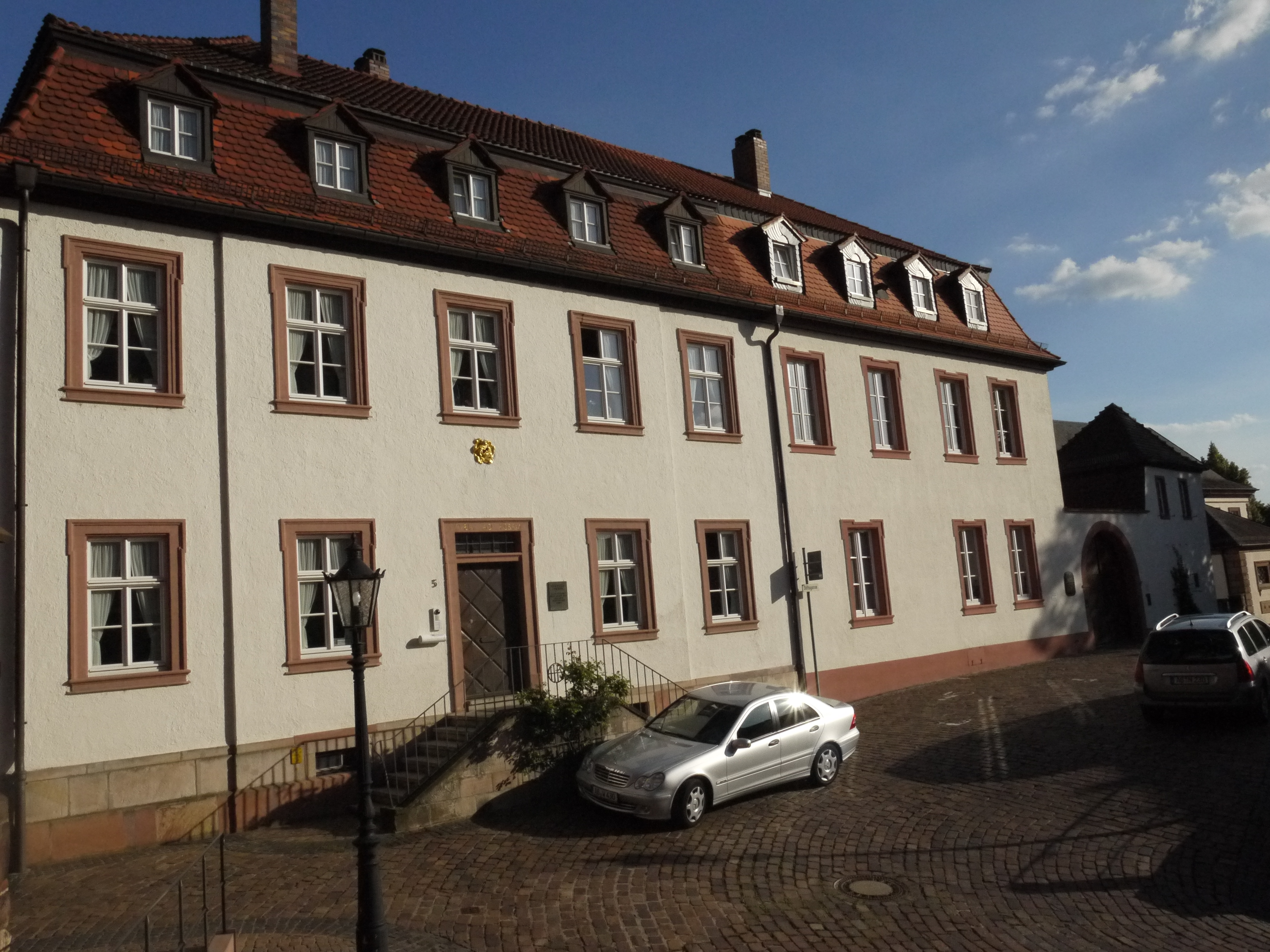
Stiftshaus „Zur Rose“ und Stiftshaus „Zum Einbeck“

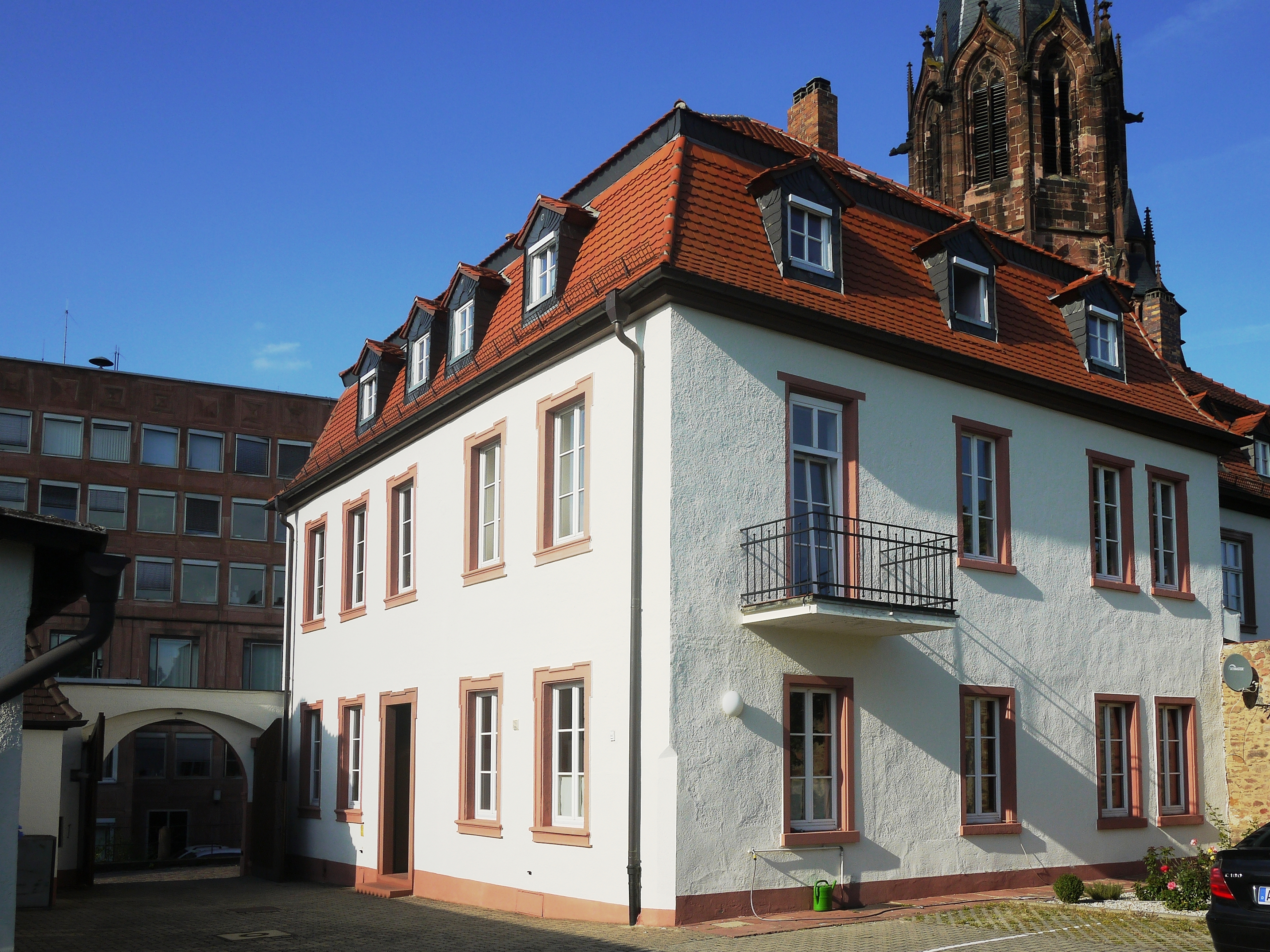
Stiftshaus „Zum Einbeck“

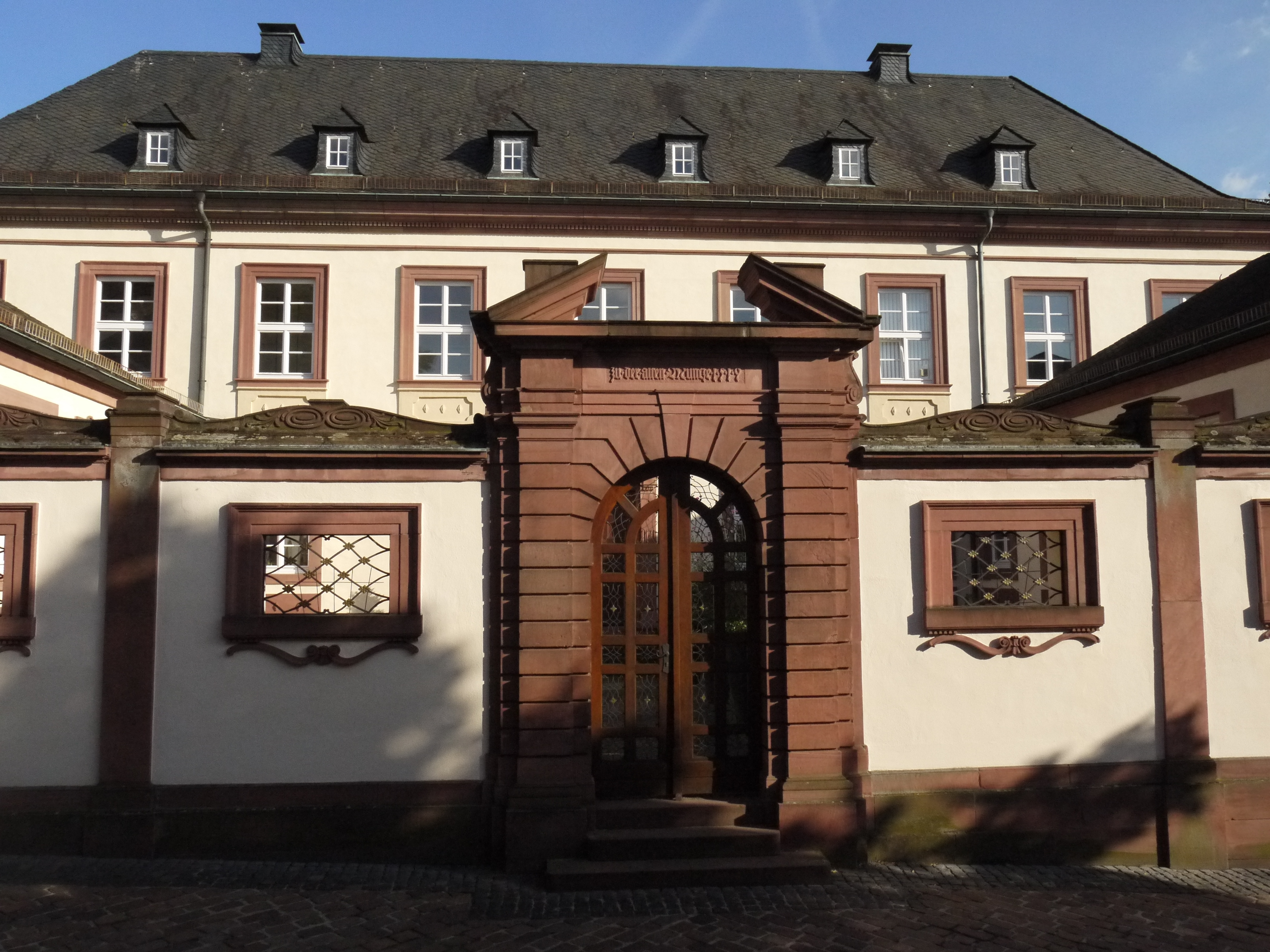
Stiftshaus „Zur alten Münze“ – Salm’sches Palais

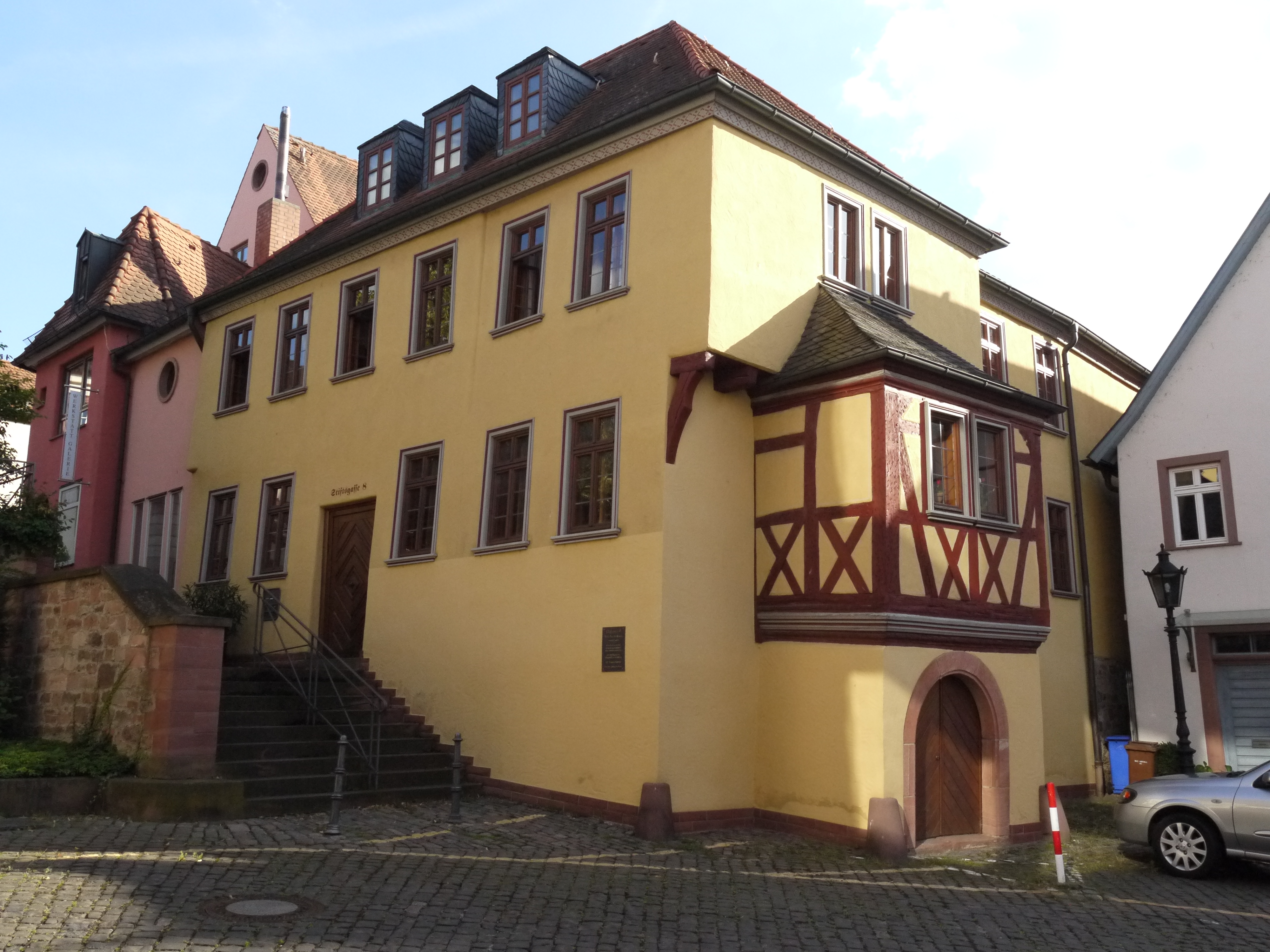
Vikarie S. Mariae in Aegypto, restauriert, teils Neubau

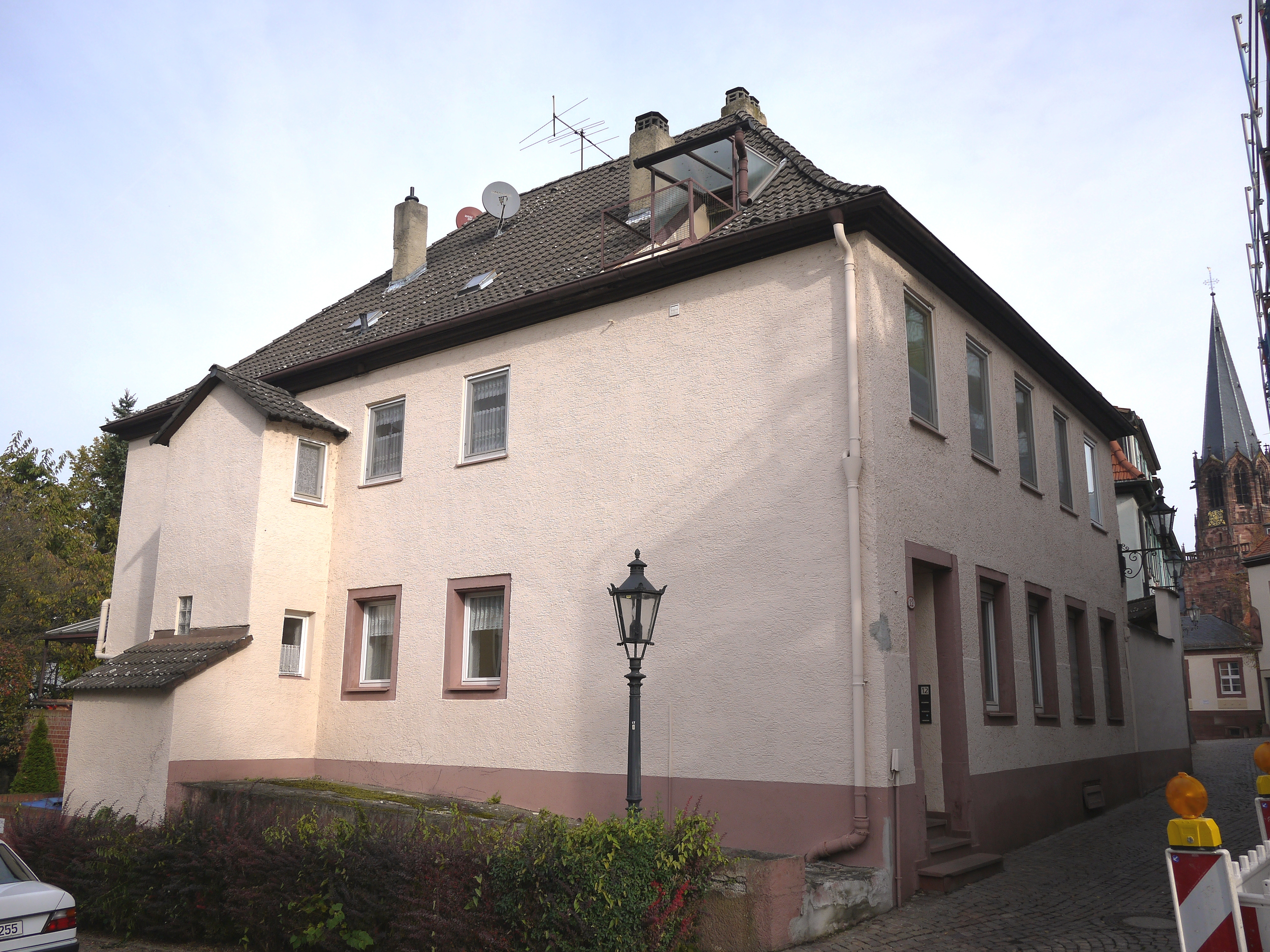
Stiftshaus „Zum Trappen“

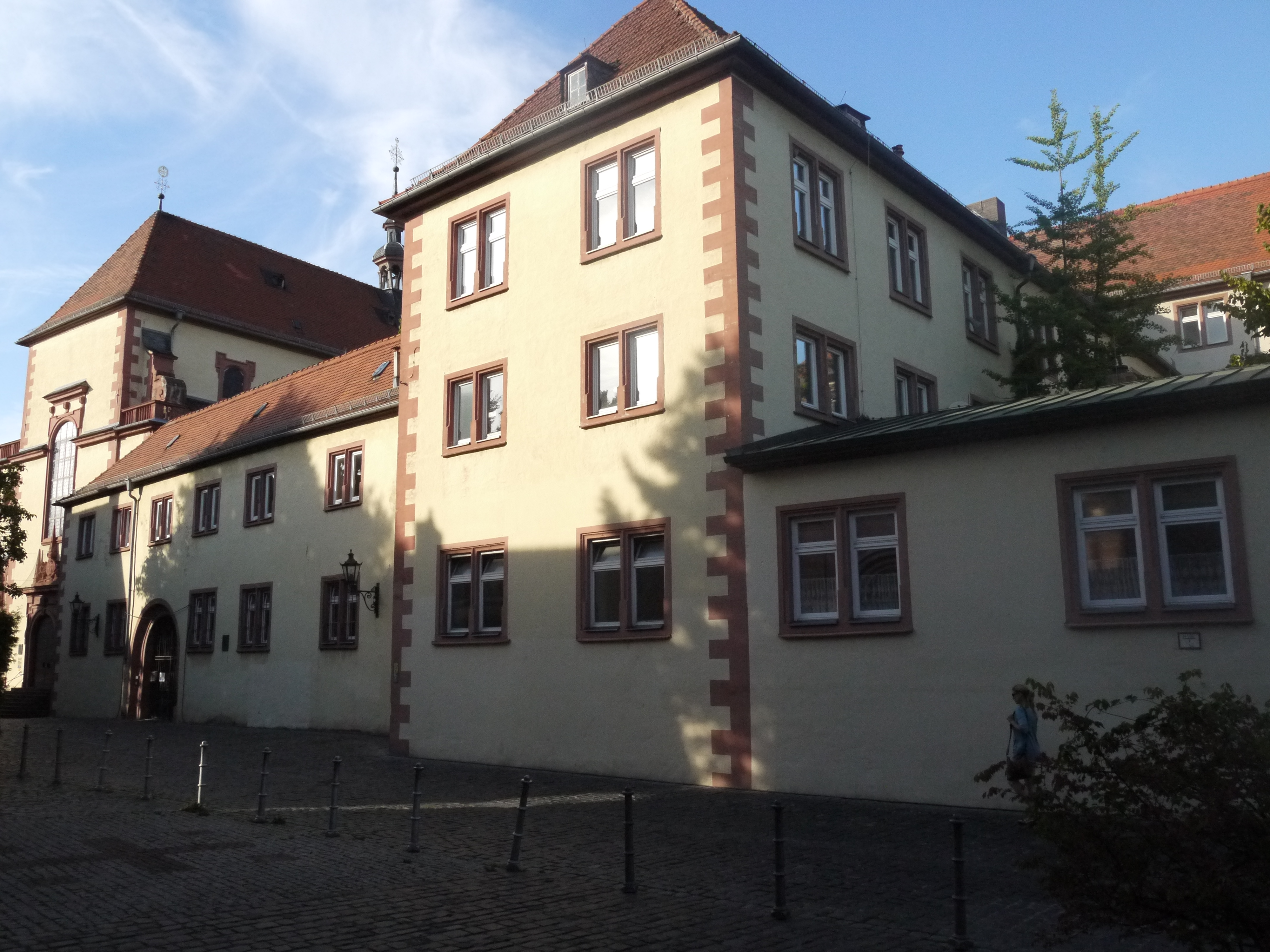
Jesuitenkirche und Kolleg

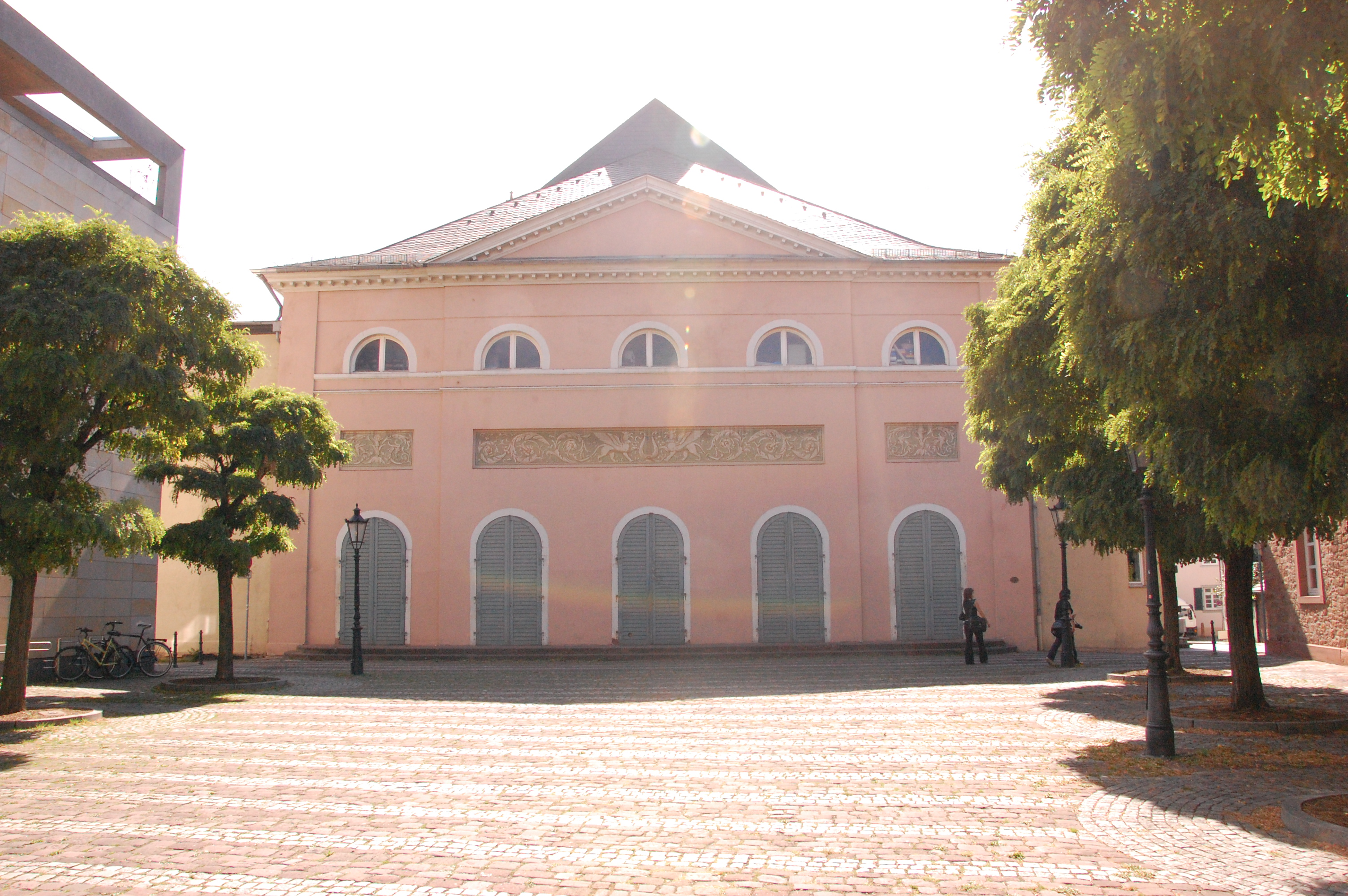
Deutschhaussaal am Karlsplatz

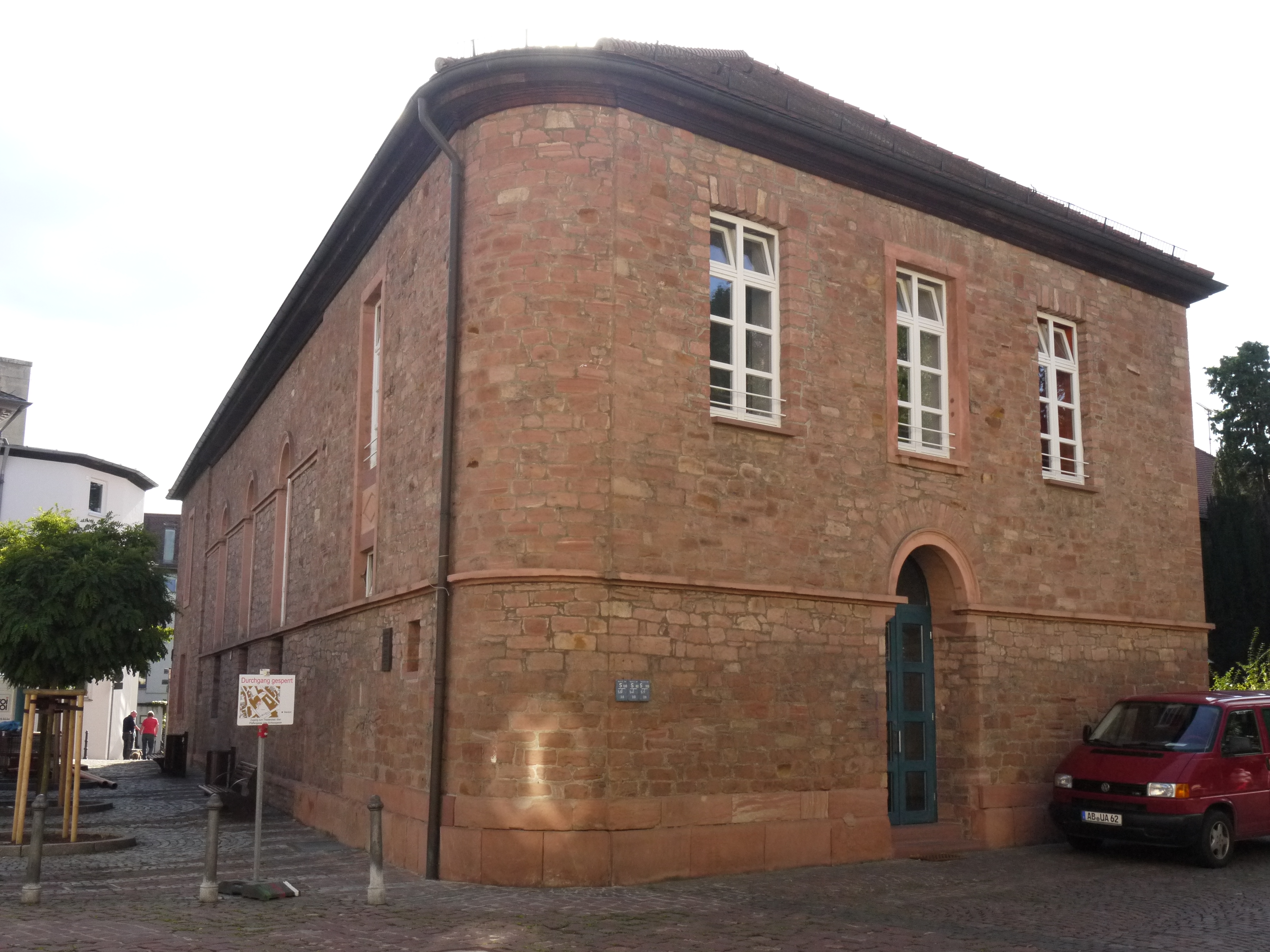
Casino – Bachsaal

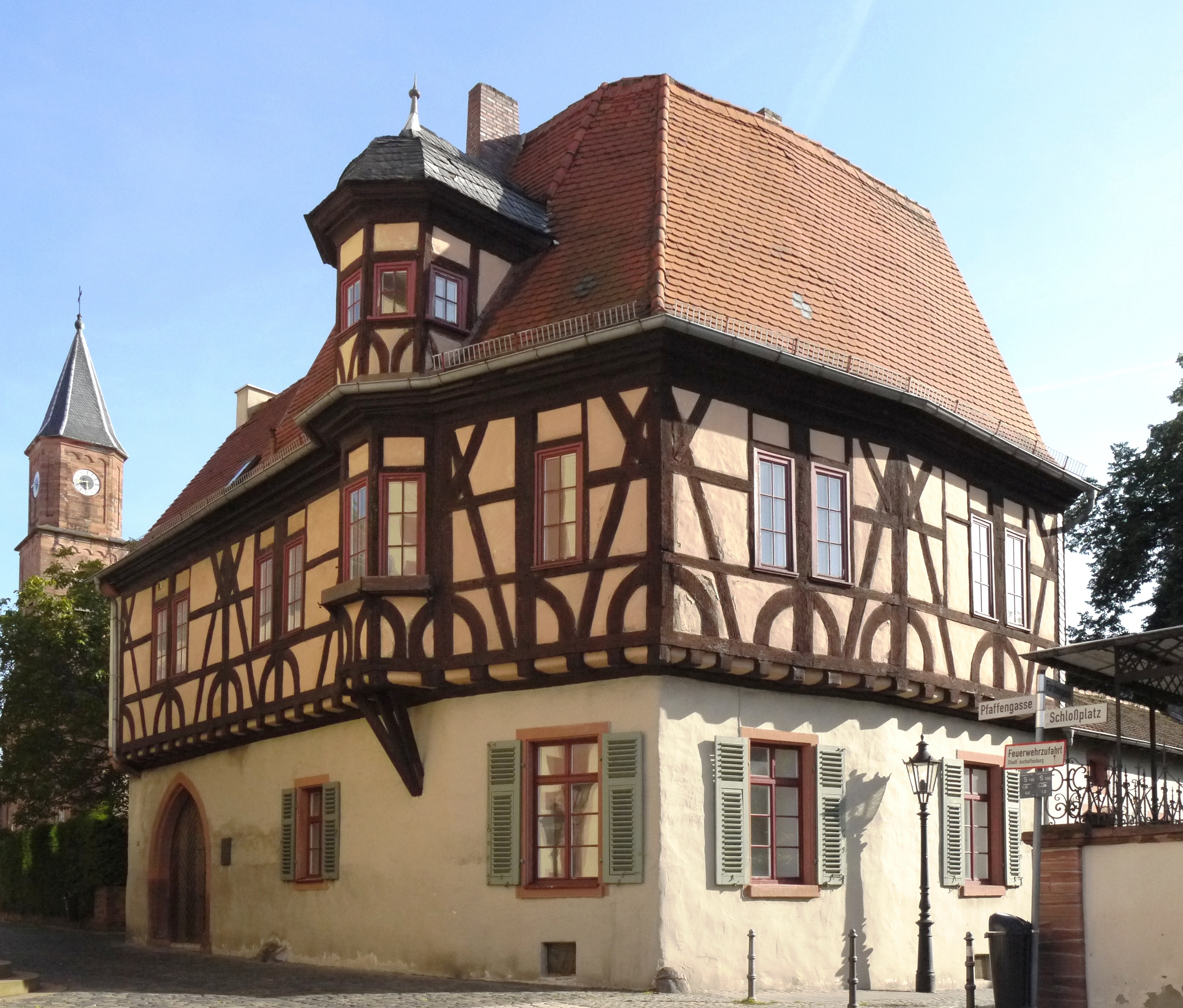
Kurie Starkenburg

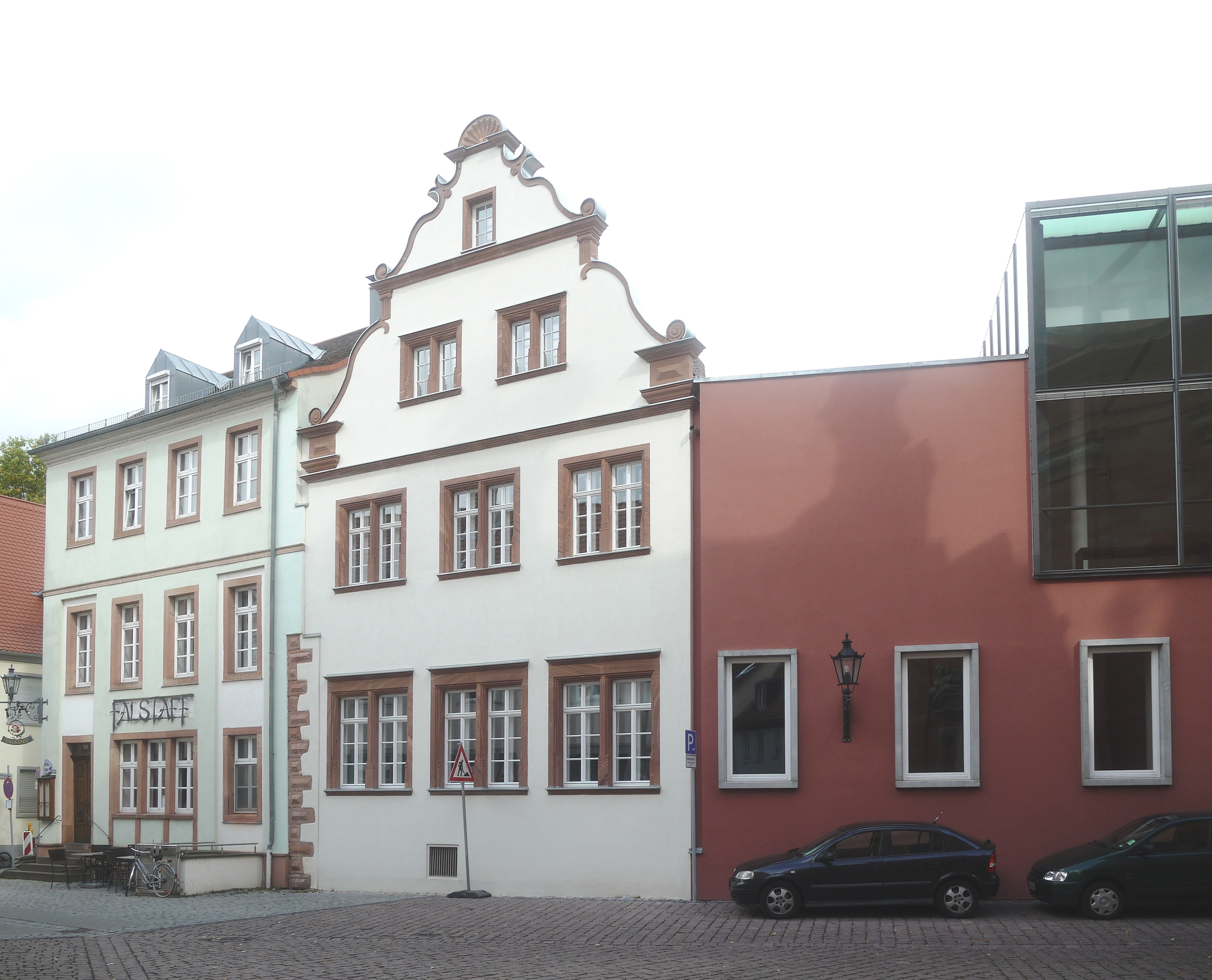
„Collenberger Hof“

- Stiftshaus „Zur Rose“

1317 erwähnt als Zur Rose bei der „Kurie bei St. Peter“ heute Pfarrhaus von St. Peter und Alexander Stiftsgasse 5 (alte Hausnummer: Lit. A Nr. 17)
- Stiftshaus „Zum Einbeck“

1340 im Besitz des Kanonikers Konrad Schwab, 1355 erwarb es der Kanoniker Johann von Einbeck, heute Sitz der Stiftungsverwaltung – Stiftungsamt Aschaffenburg, Stiftsgasse 7 (alte Hausnummer: Lit. A Nr. 18)
- Stiftshof „Zur alten Münze“

1160 Besitzer Wilemann der Münzer, bis 1333 Johann von Aschaffenburg, Kanoniker zu St. Stephan Mainz, seit 1464 dem Stift gehörig, 1751 als Präbendhaus "Zur alten Münze" von Johann Georg Wenzeslaus von Hoffmann errichtet und dem Stift geschenkt, zur Dechantei erhoben um 1803. Bekannt auch als "Salm'sches Palais" heute Sitz der Stadtbau Aschaffenburg GmbH, Stiftsgasse 9 (alte Hausnummer: Lit. A Nr. 19)
- Stiftshaus „Zum Maulbeerbaum“

Seit 1411 im Besitz des Stifts, heute Rathaus der Stadt Aschaffenburg, Stiftsgasse 2 heute Dalbergstraße 15 (alte Hausnummer: Lit. A Nr. 14)
- Stiftshaus „Hasenfurt“

Bis 1275 Eigentum des Kanonikers Heinrich von Hasenfurt, heute Rathaus der Stadt Aschaffenburg, Stiftsgasse 4 heute Dalbergstraße 15 (alte Hausnummer Lit. A Nr. 15)
- „Pistorei“ des Stifts

1144 Gründung der Stiftsbäckerei, bis 1811 dem Stift zugehörig, heute Rathaus der Stadt Aschaffenburg, Stiftsgasse 6 heute Dalbergstraße 15 (alte Hausnummer: Lit. A Nr. 16)
- Vikarie S. Mariae in Aegypto

1413 erwähnt, 1626 bis 1823 dem Stift gehörig, war Wohnhaus des ersten Theaterdirektors Joseph Schemenauer (1811–1817), Stiftsgasse 8 (alte Hausnummer: Lit. A Nr. 29)
- Stiftshaus „Zum Hawen“

1341 erstmals erwähnt als „Zum Huge“ im Besitz des Stifts-Dekan Heilmann Schwab. 1969 abgebrochen und als Fachwerkhaus im alten Stil neu errichtet, Stiftsgasse 10 (alte Hausnummer: Lit. A Nr. 28)
- Stiftshaus „Zum Trappen“

Seit 1443 Pfründehaus des Stifts (Kurie), Stiftsgasse 12 (alte Hausnummer: Lit. A Nr. 27)
- Stiftshaus „Zum Fraß“ auch „Betzelin Hof“

Pfründehof, seit 1322 im Besitz des Stifts, heute Altenwohnheim der Hospitalstiftung Aschaffenburg, Stiftsgasse 14 (alte Hausnummer: Lit. A Nr. 26)
- Vikarie S. Johannes Evangelista u. S. Leonhard

1615 erwähnt, 1641 abgebrochen, von 1615 bis 1838 dem Stift gehörig, Sackgasse 3a (alte Hausnummer: Lit. A Nr. 20)
- Vikarie S. Michael

1673 als Haus im Sack abgebrochen, Gartengrundstück, Sackgasse 5 (alte Hausnummer: Lit. A Nr. 20 1/2)
- Stiftshaus „Amöneburg“ auch „Zum Stiefel“

1367 Eigentümer Franz von Möneburg, Pfründehaus, von 1382 bis 1868 dem Stift gehörig, Neubau 1601, seit 1911 Antoniusheim, Sackgasse 4 (alte Hausnummer: Lit. A Nr. 22)
- Stiftshaus „Colonia“ oder „Lützelkirch“

1367 erwarb der Kanoniker Nikolaus von Lützelkirchen das Anwesen und nannte es „Colonia - Kleine Kölle“ oder auch „Lützelkirch“, von 1400 bis 1820 dem Stift gehörig, seit 1911 Antoniusheim, Sackgasse 6 (alte Hausnummer: Lit. A Nr. 21)
- Vikariehaus St. Nikolaus

Bis 1450 bestand die Vikarie und wurde dann mit "dem Hof der Nonnen von Smerlinbach" vereinigt. 1754 wurde das Haus verkauft, Pfaffengasse 4 (alte Hausnummer: Lit. B Nr. 4)
- „Schmerlenbacher Hof“

seit 1339 hatten die Nonnen von Smerlinbach (Schmerlenbach) hier ihr Stadthaus (alte Hausnummern: Lit. B Nr. 4a und Lit. B Nr. 5)
- Vikariehaus St. Andreas

Bis 1339 im Besitz des Stiftsvikars Heinrich Schwab, von 1339 bis 1815 dem Stift gehörig, 1944 total zerstört, Pfaffengasse 8 (alte Hausnummer: Lit. B Nr. 6)
- Kurie „Zum Loch“ oder „Zum Affen“

1374 erwähnt, Hartmann Schwab gibt Zins an das Stift, von 1402 bis 1812 dem Stift gehörig, seit 1568 „Curia zum Affen“, 1944 total zerstört, Pfaffengasse 10 (alte Hausnummer: Lit. B Nr. 7)
- „Unterglöcknerhaus“, „Zum Stege“ oder „Zum Rebstock“

Vor 1338 gehörte es dem Stiftsvikar Heinrich Schwab, ab 1338 Stift, 1944 total zerstört, Pfaffengasse 12 (alte Hausnummer: Lit. B Nr. 8)
- Vikarie St. Margerethe

Von 1566 bis 1809 dem Stift gehörig und von Stiftvikaren bewohnt, 1944 total zerstört, Pfaffengasse 14 (alte Hausnummer: Lit. B Nr. 9)
- Vikarie St. Katharina

Von 1566 bis 1809 dem Stift gehörig und von Stiftvikaren bewohnt, 1944 total zerstört, Pfaffengasse 16 (alte Hausnummer: Lit. B Nr. 10)
- Vikarie St. Michael in ambitu

An der Stadtmauer, von 1566 bis 1834 dem Stift gehörig und von Stiftvikaren bewohnt, 1979 abgebrochen, Pfaffengasse 18 (alte Hausnummer: Lit. B Nr. 11)
- „Zur Rannenburg“, „Zum Rannenberg“

Bis 1307 dem Ritter Johannes von Rannenburg gehörig, 1307 Stiftsvikar Johann Kraft, bis 1338 Stiftvikar Heinrich Schwab, 1341–1392 dem Edelknecht Herdan von Alpach und seinen Nachkommen, 1392–1827 im Stiftsbesitz, 1836 zum Allgemeinen Schul- und Studienfonds, 1860 abgebrochen, Pfaffengasse 20 (alte Hausnummer: Lit. B Nr. 12)
- Propstei oder Präpositurhaus

Pfaffengasse 15 (alte Hausnummer: Lit B Nr. 22)
- Prädikaturhaus

Schlossgasse 24 (alte Hausnummer: Lit. B Nr. 24)
- Vikarie St. Nicola

Schlossgasse 20 (alte Hausnummer: Lit. B Nr. 26)
- Stiftshaus „Zum kleinen Ägypten“, Kurie „Stecklenberg“ und Kurie „Zu den 11 000 Jungfrauen“

1612 abgebrochen und darauf Jesuitenkirche und Jesuitenkolleg (Studienseminar) errichtet, Pfaffengasse 22, 24 und 26 (alte Hausnummern: Lit. B Nr. 13, Lit. B Nr. 14 und Lit. B Nr. 15)
- Kurie „Zum Bienbach“ – „Stäblerhaus“

Das Haus galt als eines der ältesten Häuser Deutschlands. Der romanische Steinbau ging bis auf das letzte Viertel des 12. Jahrhunderts zurück. In der Urkunde von 1181 wird zum ersten Mal ein Hof mit Steinhaus in Aschaffenburg erwähnt. Vor 1315 bis 1832 war es im Besitz des Stifts und Wohnhaus des Stiftsstäblers (Zeremonienmeister), das Haus wurde am 21. Dezember 1944 durch Bomben zerstört. Pfaffengasse 5 (alte Hausnummer: Lit. B Nr. 16)
- Kurie „Zum Freudenberg“

1399 Haus des Stiftsherrn und Kanonikers Nikolaus Freudenberg, 1549 bis 1833 dem Stift gehörig, Wohnhaus Pfaffengasse 7 (alte Hausnummer: Lit. B Nr. 17)
- Vikariehaus St. Thomas und St. Margarethe

1422 errichtet, seit 1928 Verlagsgebäude, 1950 bis 1980 "Main-Echo" Verlagsgebäude, heute Pfaffengasse 9 (alte Hausnummer: Lit. B Nr. 18)
- Kurie „Zur Rübe“, „Rübenhof“

1350 verkaufte der Kanoniker Hermann Rapa „Rübe“ eine Kurie an den Kanoniker Johann von Trier. Von 1422 bis 1828 dem Stift gehörig, abgebrochen, Neubau 1867, seit 1896 Verlagshaus, seit 1980 Stadtverwaltung, Pfaffengasse 11 (alte Hausnummer: Lit. B Nr. 19)
- Kurie St. Elisabeth, „Reifer“ oder „Reifen“ und „Vikariehaus Holleberg“

Auf dem dazugehörigen Gartengrundstück mit Scheune wurde 1812 der „Deutschhaussaal“ errichtet und 1835 der Karlsplatz angelegt.
- „Dekanei“, „Alte Dechantei“

Von 1315 bis 1824 dem Stift gehörig, 1824 bis 1920 „Casinosaal“ (Kasino-Gesellschaft Aschaffenburg) seit 1920 Evangelisch-Lutherische Kirchengemeinde, Christuskirche, heute Bachsaal, Pfaffengasse 13 (alte Hausnummer: Lit. B Nr. 20)
- Kurie „Zum großen Christoph“

Bereits vor 1570 bis 1824 dem Stift gehörig, seit 1920 Evangelisch-Lutherische Kirchengemeinde, Christuskirche, heute Gemeindehaus (Zentrum), Pfaffengasse 15 (alte Hausnummer: Lit. B Nr. 21)
- Kurie „Zum Schelmen“, „Schelmenhof“

Stiftsscholastiker Gerlach Schelm vermachte den Präsenzhof des Stifts seinem Neffen dem Kanoniker Johann Schelm. Von 1308 bis 1830 gehörte die Kurie dem Stift. 1831 wurde dort ein Schulgebäude und 1837 die Christuskirche errichtet. Das im Krieg zerstörte Schulgebäude wurde nicht mehr aufgebaut. Heute steht dort das Pfarrhaus, Pfaffengasse 15 und 17 (alte Hausnummern: Lit. B Nrn. 22 und 22 1/2)
- Kurie „Zum Keulenberg“

1798 mit der Kurie Wartenberg zur „Kurie Starkenburg“ zusammengeführt, 1317 erstmals erwähnt, vor 1432 zum Stift gehörig
- Kurie „Wartenburg“, „Wartenberg“

1798 mit der Kurie „Zum Keulenberg“ zur „Kurie Starkenburg“ zusammengeführt, 1322 bis 1827 dem Stift gehörig, wurde als:
- Kurie „Starkenburg“

1798 erstmals genannt, das rekonstruierte Fachwerkgebäude mit seinem Erker und Türmchen ist seit 1956 Eigentum der Evangelisch-Lutherischen Kirchengemeinde Aschaffenburg, Pfaffengasse 19 (alte Hausnummer: Lit. B Nr. 23)
- Stiftshaus „Zur Wurzlade“

Als Vikariehaus des Stiftes bereits im 13. Jahrhundert erwähnt, meist als Vikariehaus bei der Michaelskapelle bezeichnet, von 1408 bis 1820 dem Stift gehörig, nicht mehr existent, Grundstück Fl. Nr. 433 Gem. Aschaffenburg gegenüber der Gaststätte Theaterklause, (alte Hausnummer: Lit. B Nr. 35)
- Stiftshof „Zum Würzgarten“

1331 urkundlich erwähnt, von (1542–1589) „Collenberger Hof“, (1612–1714) „Dalberger Hof“, (1744–1803) „Kommende des Deutschen Ordens“, „Großherzoglich privilegiertes Theater“ (1811), seit (1851) Stadttheater Aschaffenburg, Schlossgasse 8 (alte Hausnummer: Lit. B Nr. 31)
- Stiftshaus „St. Martin“

1577 als Vikariehaus "Sti. Martini" erwähnt, existierte es bereits 1613 nicht mehr. Schlossgasse 12 (alte Hausnummer: Lit. B Nr. 30)
- Kurie „Zum Greif(f)enstein“, „Greif“

1338 im Besitz des Stiftscholasters Heilmann Schwab war 1610 im Besitz des Mainzer Erzbischofs Johann Schweikhard von Cronberg (in seiner Eigenschaft als Propst des Aschaffenburger Stifts), hier stand das Wohnhaus von Georg Ridinger, dem Erbauer des Schloss Johannisburg, neu bebaut 1803 von Michael und Wolfgang Streiter für Archivrat Urban Müller (Metzgergasse 11 und 13) sowie Webergasse 4, 1804/05 neu bebaut von Wolfgang Streiter (alte Hausnummern: Lit. B Nr. 48 1/2, Lit. B Nr. 48 1/4 und Lit. 51 1/2)